# 연평도 포격전

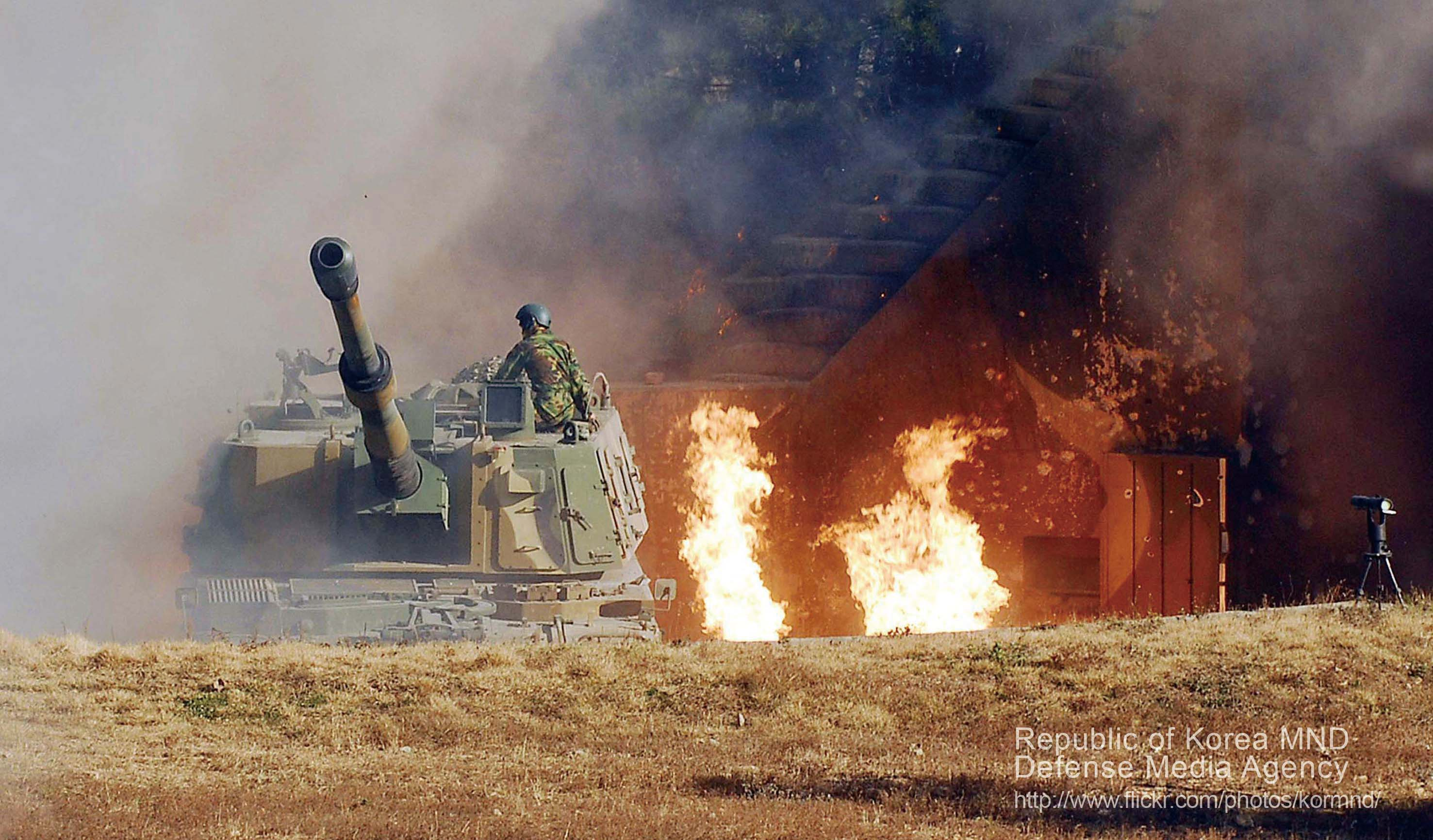
기습적인 포탄 공격에 긴급 대응 사격 준비를 하는 해병대 연평부대 K-9 자주포의 모습.

연평도 포격전(延坪島 砲擊戰)은 2010년 11월 23일 오후 2시 30분 경, 조선민주주의인민공화국이 아무런 선전포고도 없이 대한민국 인천광역시 옹진군 연평면의 대연평도를 향해 포격하자 대한민국 해병대가 피격 직후 조선민주주의인민공화국의 영토를 향해 대응사격을 가한 사건이다.
대한민국 국군은 서해 5도에 진돗개 하나를 발령한 뒤, 곧 전군으로 진돗개 하나를 확대 발령하였다. 이 사건으로 인해 대한민국에는 해병대원 전사자 2명, 군인 부상자 16명, 민간인 사망자 2명, 민간인 부상자 3명, 도합 사망자 4명과 부상자 19명의 사상자가 발생했고 연평도의 각종 시설 및 가옥이 파괴되어 재산 피해를 입었다.
한국 전쟁의 휴전 협정 이후 조선인민군이 대한민국의 영토를 직접 타격하여 민간인이 사망한 최초의 사건으로 국제 사회의 큰 관심을 끌었고, 당시 국제 사회는 조선민주주의인민공화국을 규탄했으나 조선민주주의인민공화국은 정당한 군사적 대응이었으며 전적인 책임은 대한민국에게 있다고 주장했다. 천안함 피격 사건에 이어 8개월 만에 벌어진 이 사건으로 인해 양측의 갈등은 더욱 심화되었다.
2021년 3월 31일, 대한민국 국방부는 해병대와 전사자 유족의 요구를 받아들여 사건의 공식 명칭을 연평도 포격 도발에서 연평도 포격전으로 변경했다. 앞서 해병대사령부는 2012년과 2015년 등 '연평도 포격 도발' 명칭을 '포격전'으로 바꿔줄 것을 국방부에 건의했지만 변경되지 않았으며, 전사자 유족들로부터도 변경 요청이 있었다. 변경되기 전에도 해병대는 자체적으로 '연평도 포격전'이라는 용어를 계속 써왔다.

## 개요
2010년 11월 23일 8시 20분, 조선민주주의인민공화국은 남북장성급군사회담 북측 단장 명의로 "조선민주주의인민공화국측 영해에 대한 포 사격이 이루어질 경우 즉각적인 물리적 조치를 경고한다."는 통지문을 발송했다. 대한민국 국방부에서는 훈련중단 요청을 거절하고 예정대로 훈련을 진행하였다.
10시 15분부터 14시 24분까지 4시간 동안, 연평도 주둔 해병대가 3,657발의 사격 훈련을 했다.
연평도 해병대의 포격 훈련이 종료된지 10분 후인 14시 34분에 조선인민군은 76.2mm 평사포, 122mm 대구경 포, 130mm 대구경 포 등을 이용해 연평도 군부대 및 인근 민가를 향해 개머리 해안부근 해안포기지로부터 무차별 포격을 시작하였다.
조선인민군의 최초 포격이 있자, 해병대 자주포 부대는 K9 자주포들을 대피 시설인 포상 내부로 숨기고 나머지 해병들도 대피호로 대피하였다. 이후 적의 1차 포격이 잠잠해지자 K-9 자주포들을 재배치해서 첫 피격이 있은지 13분 후인 14시 47분 경부터 대응 포격을 시작했고, 북측의 무도 포진지 쪽에 50여 발, 개머리 포진지 쪽에 30여 발, 총 80여 발을 발사하였다.
대한민국 공군은 14시 38분에 KF-16 2대를 긴급 출격시키고, 이후 추가로 KF-16 2대와 F-15K 4대를 출격시켰다. 15시 41분, 조선인민군의 공격이 중단되었다. 조선인민군측에서 모두 170여발이 발사된 것으로 파악되었다.
한편, 백령도 부근 조선인민군 해안포 기지에서의 해안포 입구 개방이 확인되기도 하였으나, 공격은 계속 이루어지지 않았다.
이 사건으로 인해 대한민국 정부는 긴급 안보관계장관회의를 소집하였다. 후속조치로 이명박 대통령은 25일 안보경제점검회의에서 "교전수칙을 수정하여 민간인이 공격 받을 시 더욱 강력한 대응방안을 강구함과 동시에 서해 5도의 군전력 증강"을 지시하면서 국방력 강화를 통해 자국민 보호에 만전을 기할 것을 주문하였다.

## 피해 규모

### 대한민국

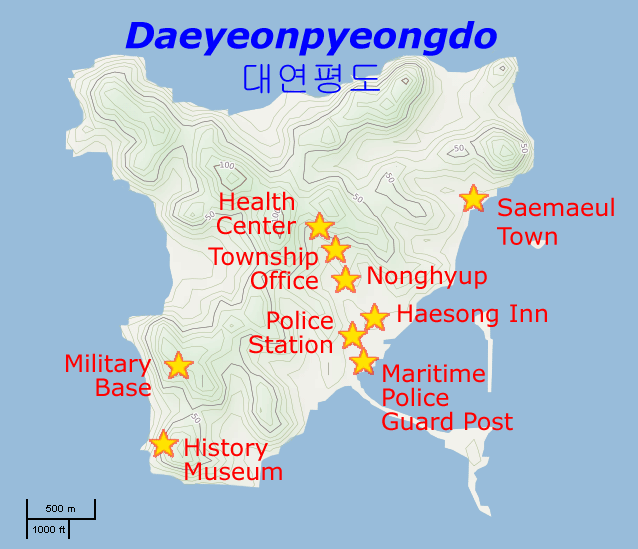
대연평도 포격 지점.

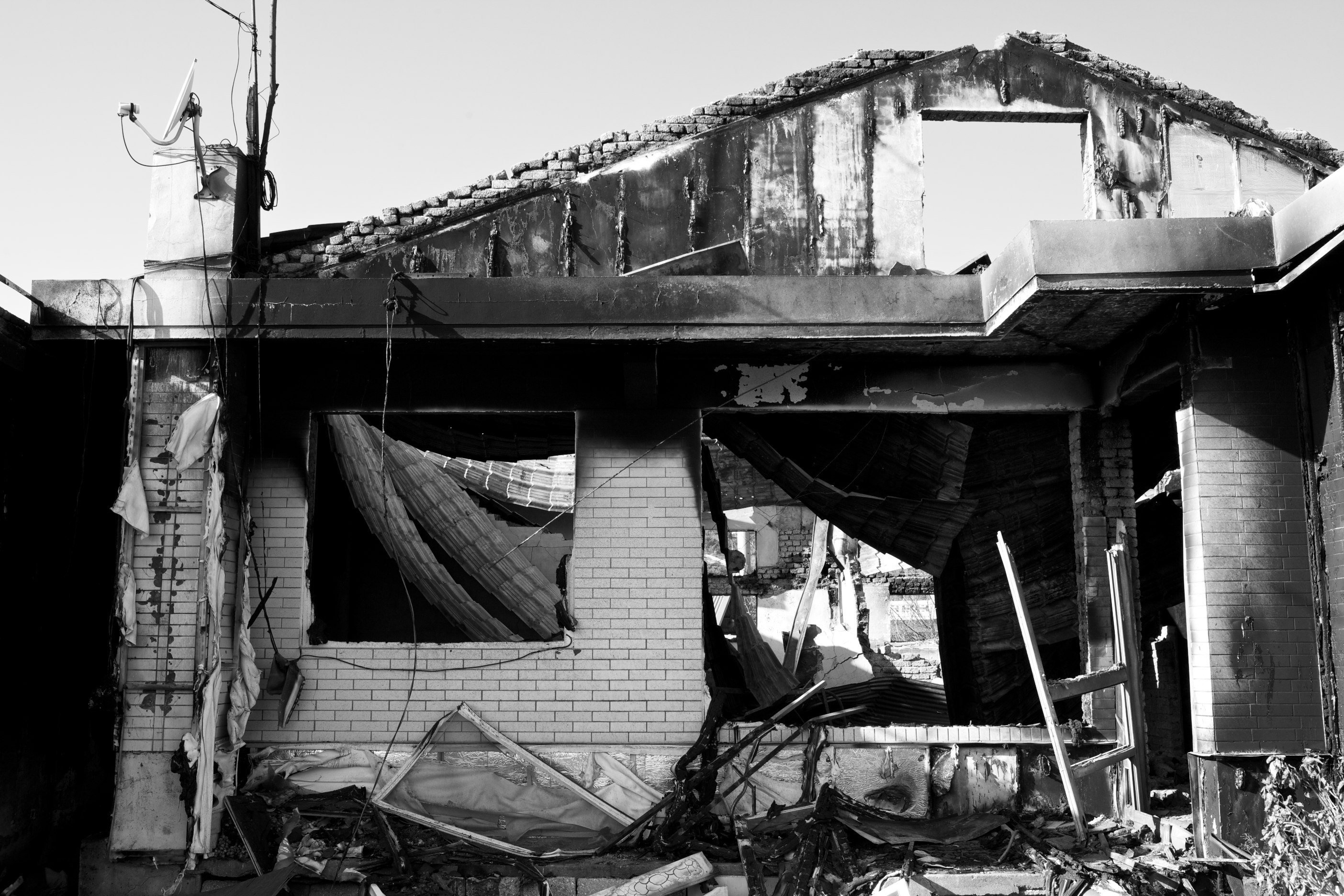
포격으로 파괴된 주택

조선민주주의인민공화국이 발사한 포탄 중에는 인명살상용(방사포, 열압력탄)이 포함되어 있었다. 열압력탄은 공중에서 터지면서 작은 파편들로 퍼지기 때문에 조선인민군이 의도적으로 인명을 살상하기 위한 목적이 있었다는 분석이 제기되었다. 이 사건으로 대한민국은 연평도에서 복무하던 해병대원 2명 이 전사하고 민간인 2명이 사망하였으며, 민간인 3명과 해병대원 16명이 중경상을 입었다. 이밖에도 주택 12동이 대파되었고 25동은 불에 탔으며, 차량 3대와 컨테이너 박스도 여러 채 파괴되었다. 연평도의 가옥들 19채가 파손되고 불에 탔으며, 산불이 발생했다.
2010년 11월 27일 오전 10시 국군수도병원에서 전사한 해병대원의 장례가 해병대장으로 치러졌다. 영결식 이후 성남 시립화장장으로 운구돼 화장된 뒤 국립대전현충원에 안장되며 화랑무공훈장이 추서되었다.
대한민국 경제도 영향을 받았다. 포격 당일 소식이 알려진 것은 거래소 시장이 마감된 이후였기 때문에 주가가 영향을 받지는 않았지만, 미국 현지에서 거래되던 환율은 40원이나 폭등(원화절하)하기도 했다. 다음날 주가가 하락하였으나, 이는 유럽증시의 악재에 의한 이유가 더 큰 것으로, 연평도 포격사건에 의한 주가영향은 막대한 정도는 아닐것으로 분석됐다. 최초 단기적으로 충격은 피할 수 없을 것으로 분석됐으나, 북한 리스크 학습효과로 증시는 포격 이틀만인 25일 상승 마감하면서 경제적으로는 큰 타격은 없이 마무리 되었다.

### 조선민주주의인민공화국
연평도 주둔 대한민국 해병대의 대응 사격으로 조선인민군도 1명이 죽고 2명이 중상을 입었다는 보도와 함께 중화인민공화국 국무위원(부총리급)인 다이빙궈는 이명박 대통령과의 면담시 조선인민군이 상당한 피해를 입었다고 언급하였으나 피해 상황에 대한 당국의 공식적인 입장 발표는 없었다.
그러나 평안북도 대북소식통에 따르면 "지난달 23일에 조선인민군의 연평도 포격 도발에 대한 대한민국 국군의 반격으로 군부대 막사는 물론이고 다른 일반인 주택들도 상당히 파괴됐으며, 특히 민간인들을 방패로 세워 군 기지를 보호하고 있는 조선민주주의인민공화국 당국의 비인도적인 처사로 인해 상당수의 민가가 파괴됐으나, 북한 당국이 포격 도발을 하기전에 민간인은 모두 피신시켰기 때문에 인명피해는 없었다."고 말했다.한국해양연구원 안유환 박사는 "현재 위성사진을 가지고 우리측 대응사격으로 인한 조선민주주의인민공화국의 피해상황을 분석 중에 있으나 예측이 쉽지 않은 상황"이라고 설명했다.
군 당국 고위관계자는 이명박 대통령에 보고한 조선민주주의인민공화국의 피해상황이 담긴 위성사진이 있었다고 증언하며 "K-9 자주포의 포격으로 생긴 커다란 웅덩이들과 부서진 시설물 등의 모습이 담겨 있다."며 "무도·개머리 지역에 화재가 발생했고 개머리 진지에는 우리 포탄에 맞은 다수의 흔적이 식별됐으며 무도 지역에서도 교통호(진지와 진지 사이를 오갈 수 있도록 파놓은 좁은 길)가 매몰됐다."고 밝혔으나, 일부 언론에서는 12월 1일 공개된 북측 피해상황이 담긴 위성사진에서 대부분 포격 진지에서 빗나갔으며, 14발은 논밭에 떨어져있는 흔적이 있어 실질적인 피해는 거의 없었던 것으로 추정하고 있다. 한편, 12월 4일 일본의 교도통신이 조선민주주의인민공화국 정부 관계자가 대한민국의 대응 포격으로 인한 사상자와 관련 "4명의 사망자가 발생한 대한민국보다 수 배 많았다."고 밝혔다고 보도 함으로써 이때까지는 조선민주주의인민공화국의 피해상황에 대한 결론을 내리지 못 했다.
정확한 피해 상황은 자유아시아 방송과 중국의 CCTV, 4군단 출신 탈북자에 의해 밝혀졌다. 2012년 3월 2일에 자유아시아방송이 연평도 포격에서 조선인민군 군인 10명이 사망하고 30명이 부상했다는 소식을 대대장으로부터 들었다는 조선민주주의인민공화국 황해남도의 한 소식통의 주장을 인용하여 보도했다.

## 원인과 배경

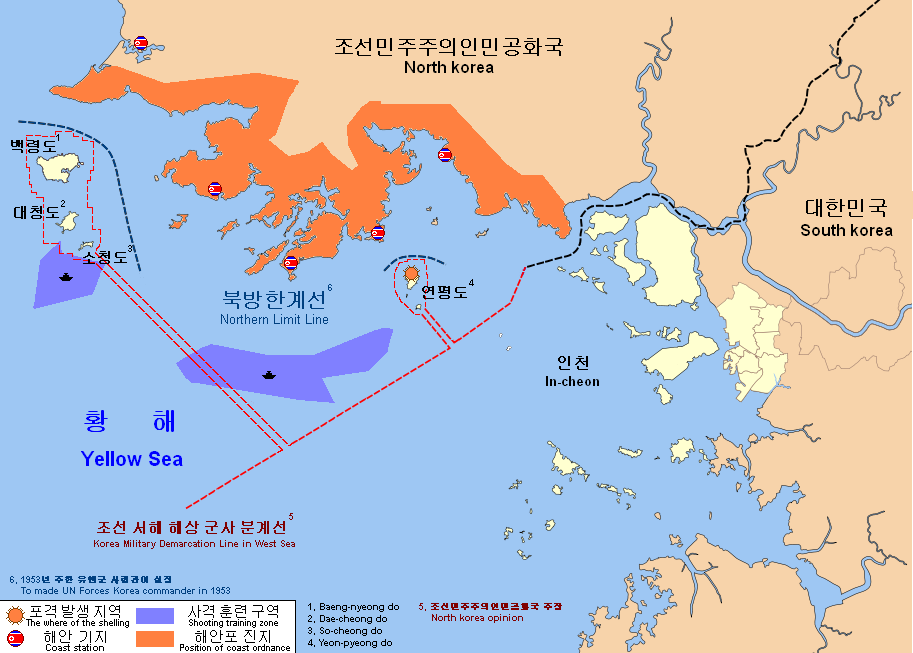
빨간색 선이 조선민주주의인민공화국측이 주장하는 북방한계선(NLL)이다.

2010년 11월 23일의 연평도 포격 사건은 조선민주주의인민공화국의 철저한 계획 아래 실시되었다는 분석이 지배적이다. 그 이유는 대한민국 국군이 조선민주주의인민공화국에 서해상의 군사훈련을 통보한 바 있기 때문에 김정일의 동의 하에 이루어졌을 가능성이 높다는 것이다. 또한 조선민주주의인민공화국 김정일 국방위원장의 후계자 김정은이 연평도 도발 준비를 지난달에 이미 지시한 정황도 있었는데, 일본 아사히 신문은 12월 1일 북한 소식통을 인용해 “김정은의 이름으로 지난달 초 ‘적의 도발 행위에 언제라도 반격할 수 있는 태세를 갖추라’는 지령이 조선인민군 간부들에게 하달됐다”고 보도했다. 이것이 사실이라면 연평도 포격은 예정됐던 행동이며 '충분한 기간을 가지고 준비'한 것으로, 조선인민군이 김정은의 지시를 받고 공격 기회를 엿보고 있다가 대한민국 국군의 지난 23일 훈련을 구실로 포격을 감행했을 가능성이 높으며, 연평도 무력공격 직전 조선민주주의인민공화국의 미그-23기 5대가 서해 5도 인근에서 초계비행을 벌였던 사실도 드러났다. 또한 김정은 후계 구도를 더욱 확립하기 위한 것이라는 분석이 제기된다. 특히 김정은은 북측에서 포병 전문가로 미화되고 있다는 점에서 그의 업적을 극대화 하기 위한 것이라는 주장이 설득력을 얻고 있다.
한편, 그동안 조선민주주의인민공화국이 대한민국에 끌려가는 모습을 보였으며, 이번 사건을 주도하여 대화국면을 이끌어내 주도권을 쥐기 위한 이유라는 분석도 제기됐다. 또한 지난 11월 22일에 우라늄 농축 시설을 공개하면서 대화국면을 유도했으나, 실패하면서 좀더 강한 도발을 통해 국면을 전환하겠다는 전략이 있었다는 분석이 제기되고 있다. 또한 호국훈련에 대한 단호한 대응 의지를 보이기 위한 것이라는 분석도 제기됐다. 서해 북방한계선(NLL)을 무력화하겠다는 의도도 있었을 것으로 분석된다. 천안함 침몰 사건 이후 고립된 상황을 돌파하기 위해 한국과 미국을 겨냥해 강온양면 전술을 사용해왔던 북한이 마지막 카드를 꺼낸 것이라는 추측도 제기되고 있다.
조선민주주의인민공화국이 타격 지점을 연평도로 잡은 이유에 대해서도 분석이 이어졌다. 북방한계선은 조선민주주의인민공화국이 보유한 서해안포에서 타격하기 적당한 지점이며, 파급력도 크다는 점을 이용한 것으로 분석된다. 또한 육지에 비해서 확전 가능성이 적다는 점도 고려되었을 것으로 분석된다.

### 대한민국의 주장
조선민주주의인민공화국이 연평도를 공격한 것은 대한민국 군의 '호국훈련'에 대한 반발이 아닌 의도적 도발이라고 밝혔다. 이에 대한 증거로 이용걸 국방부 차관은 민주당 지도부에 대한 비공개 보고를 통해 "군이 연평도 일대에서 실시한 훈련은 호국훈련이 아니라 단순히 주기적으로 실시되는 사격훈련"이며 사격 훈련 방향도 NLL 남쪽을 향한 점 등을 들었다.
북한의 영해침범 주장 또한 연평도 포격의 책임을 남한에 전가하려는 시도로 풀이된다. 연평도 포격 이후 제기된 '우리군 사격훈련의 탄착지점' 질문에 대해 국방장관은 "연평도 서남쪽"이라고 거듭 밝힌 바 있다.
한국의 합동참모본부도 민주당 지도부와 가진 비공개 간담회에서 "포가 북의 작전통제선을 넘어갔을 개연성이 있다."고 밝히고있으나, 작전통제선은 NLL과는 다른 선이다. 북한의 작전통제선은 NLL과 NLL로부터 4.5마일(7.2km) 남쪽에 있는 남한의 어로저지선 사이에 그어져있는 것으로 파악되고 있다. 즉, 작전통제선은 군사적 참조를 위하여 북한이 일방적으로 남한의 영해상에 그어놓은 선일 뿐인데도, 이와같이 용어의 개념을 교묘히 흔들어 책임이 남한측에 있는 듯 떠넘긴 것이다.
남북간 긴장관계를 고려하여 작전통제선에 대해 민감할 수 있다고 넘어가더라도, 이를 근거로 영토를 향해 무차별 포격을 가하고 군과 민간에 막대한 피해를 입힌 사실로 보아 작전통제선은 명분을 위하여 이용된 것으로 볼 수 있다.

### 조선민주주의인민공화국의 주장
조선민주주의인민공화국 유엔대사인 박덕훈은 "남측이 먼저 우리 영해에 포탄을 발사했다"면서 "이번 조치는 자위적 조치"였다고 주장했다. "괴뢰들의 이번 군사적 도발은, 이른바 '어선단속'을 구실로 해군함정을 우리측 영해에 빈번히 침범시키면서 `북방한계선'을 고수해보려 했던 악랄한 기도의 연장"이라고 주장하였다. 또한 조국평화통일위원회는 "우리의 영해에 직접적으로 불질을 한 괴뢰군포대를 정확히 명중타격"하였다며 대한민국의 선제공격을 주장하였다. 민간인 피해에 대해서도 역시 "민간인 사상자가 발생한 것이 사실이라면 지극히 유감스러운 일"이라면서도 "포진지 주변에 민간인을 배치해 인간방패를 형성한" 대한민국의 비인간적인 처사에 있다고 비난했다.

## 조선민주주의인민공화국의 국제법 위반
대한변호사협회 등에 의하면 조선민주주의인민공화국이 연평도에 직접 대포공격을 한 것은 유엔 헌장과 국제법을 위배한 전쟁도발 행위로 간주된다. 이같은 군사도발은 무력행사를 금지하는 유엔 헌장 제2조 4항과 정전협정 위반에 해당한다. 유엔 헌장 51조가 개별 국가의 자위권(right of self-defense)행사를 규정하고 있지만 대한민국 국군이 자기 영역내에서 자체 방위훈련을 하고 있었던 상황에서 북한 군이 122mm 방사포까지 동원하여 무방비 상태의 민간인지역을 무차별 포격을 가한 행위는 자위권에 해당한다고 보기 어렵다. 따라서 대한민국 정부는 조선민주주의인민공화국의 이번 연평도 포격공격을 유엔 안전보장이사회에 회부하여 책임을 물을 수도 있다.
한편 대한민국의 시민단체 모임인 반인도범죄조사위원회는 조선민주주의인민공화국의 연평도 포격이 "계획적인 한국 영토 조준 공격, 민간인 거주 지역 공격, 대량 살상용 방사 포탄 사용 등의 공격 유형으로 보아 연평도 포격 도발은 유엔 헌장 제2조 4항, 로마규약 제8조에 저촉되는 전쟁 범죄"라고 강조하며 북한의 김정일과 그의 후계자 김정은을 '전쟁범죄' 등의 혐의로 국제형사재판소(ICC)에 고발하기로 했다.
2010년 12월 6일에, 국제형사재판소는 반인도범죄조사위원회의 진정에 따라 사건에 대한 예비조사에 착수했다고 밝혔다. 예비조사의 대상은 연평도 포격과 천안함 침몰 두 사건이고, 담당 검사는 루이스 모레노-오캄포 수석검사이다.

## 후속 조치

### 대한민국
이 사건으로 인해 인천광역시교육청은 연평도, 백령도, 대청도 등의 서해 5도 초, 중, 고등학교를 무기한 휴교조치하였다.
이 사건을 계기로 그 동안 민간에서 주도하던 대북전단살포를 2010년 11월 23일 오후 11시부로 경기북부, 강원동부지역을 중심으로 군에서 직접 살포를 시작하는 한편, 조선민주주의인민공화국의 도발이 계속 된다면 확성기로도 대북심리전을 하겠다고 밝혔다. 이 사건을 계기로 김태영 국방부장관이 사임하고, 김관진이 임명되었다.
연평도 포격에 참전했던 해병 부상자 16명은 국방부장관 표창자 2명, 합참의장 표창자 3명, 참모총장 표창자 5명, 해병대사령관 표창자 6명은 각각 표창을 받았고, 故 서정우 하사와 문광욱 일병은 화랑무공 훈장, 포격 당일 산불진압에 나섰던 이충민 병장이 대통령 표창을 받았다.

#### 보복 공격 계획
미국 국방장관을 지낸 로버트 게이츠는 2014년 1월 14일 출간한 회고록 <임무(DUTY)>에서, 포격 당시 대한민국 정부는 공중 공격과 포격이 포함된 보복 공격을 계획하였다고 밝혔다. 이에 미국 정부는 확전을 우려해 버락 오바마 대통령과 힐러리 클린턴 국무장관, 마이크 멀린 합참의장과 자신까지 며칠에 걸쳐 이명박 대통령을 설득했다고 밝혔다. 이후 한국 정부는 한·미가 핵항모 조지 워싱턴호가 참가하는 서해 연합훈련 실시하는 것을 조건으로 보복계획이 철회됐음을 시사했다.

#### 국회 결의안 채택
2010년 11월 25일 국회는 본회의를 열어 북한의 연평도 무력도발 사건에 대한 규탄 결의문을 채택했다. 재석 271명 가운데 찬성 261명 반대 1명 기권 9명으로 가결됐다. 결의안에 따르면, 대한민국 국회는 북한의 무력 도발이 결코 용인될 수 없는 명백한 범죄행위로 인식하고, 확고한 군사대비 태세를 통해 북한의 추가 도발행위에 대해서 단호한 대응을 촉구한다고 명시했다.

#### 번개사업
이명박 대통령은 번개사업을 지시했다. 포격을 당한 대연평도에서 포격 즉시 자주포 사격을 하였는데, 정확한 대포병 레이더의 부재로 해병대는 정확한 타격을 가하지 못했으며, 포격을 당하지 않은 아군 지역에서 다른 전력들이 도발원점을 차분하게 공습하는 것이 필요했다. 그러나 도발원점에서 대연평도가 아닌 한국군 지역은 자주포 사거리를 넘는다. 반면에 고가의 현무-1 미사일을 사용하기에는 매우 소규모 국지전이어서, 마땅한 무기가 없었다. F-15K 전투기를 사용해 쪽집게 정밀타격하는 것이 매우 유효했는데, 미국과 김태영 국방장관이 대통령의 공습 지시를 막았다고 알려졌다. 미국은 남북한의 전투기 사용을 전면전 개시의 신호로 해석하기 때문이다. 결국, 보복공격할 적당한 무기가 없었고, 따라서, 한국군은 번개사업을 개시, 사거리 120 km로서 타지역에서 대연평도를 대신해 차분하게 보복 공격이 가능하며, 대포처럼 소규모 국지전에 여러발을 쏘아도 되는 저가의 쪽집게 정밀타격 탄도 미사일을 개발하기에 이르렀다.

#### 연평도 주민 지원
연평도 포격 사건으로 인해 연평도에 거주하는 주민들은 대부분 떠나 타지역에서 피란생활을 하게 되었으며, 연평도에는 사실상 군인들만 남게 되었다. 이로 인해 꽃게 조업이 한동안 중단되었으며, 12월 2일이 되어서야 다시 시작되었지만 조선인민군으로부터의 안전조치가 미미하다는 우려가 제기되었다. 또한 연평도 피난민들은 한때 구제사업을 "주민대책위원회와 한마디 상의도 없이 해당 사업을 추진하는 것은 주민들 간의 분열만 조장하는 것"이라고 비난하였다. 이러한 논란 끝에 육지로 피난한 연평도 주민들은 다시 연평도로 이주할지 아니면 육지로 이주해야 하는지에 대한 갈등이 있다. 이 외에도 2010년 11월에 터진 사회복지공동모금회의 비리 문제로 인해 성금규모가 급격하게 줄어 연평도 주민의 지원이 어려운 상황도 해결해야 할 과제로 지적된다. 지자체 등에 의한 지원과, 일부 기업, 시민들의 기부가 이루어지고는 있으나, 근본적인 해결책은 제시되지 않고 있다. 연평도 주민들은 머무를곳이 없어 찜질방 등에서 생활하고 있으며 이조차 제대로된 지원이 이루어지지 않았다. 이러한 상황에서 기업들의 도움의 손길이 잇따랐다. SPC그룹은 수천 명분에 달하는 샤니와 삼립식품의 빵 및 파리크라상 생수 등을 옹진군청 재해상황실에 전달했다. SK텔레콤, KT, LG U+등 대한민국 통신3사는 연평도가 주소지인 휴대전화 고객을 상대로 12월 청구요금(11월 사용요금 및 기본료와 국내통화료 기준) 중 개인은 최고 5회선까지, 법인의 경우 최고 10회선까지 회선당 50,000원 한도 내에서 요금감면 혜택을 받을 수 있도록 했다. 현대오일뱅크는 전사한 장병 유가족과 피해 주민들을 위해 임직원들이 주유소 현장 근무를 통해 모은 3,600만원을 전달했다. 인천광역시 중구 신흥동에 위치한 찜질방 "인스파월드"는 연평도 피난민들을 위하여 시설과 식사를 무료로 제공했다. 농협중앙회인천본부는 인천으로 대피한 연평도 주민들의 임시 숙소인 대형사우나 '인스파월드' 앞에 차량 이동점포 1대를 배치, 27일 오전부터 은행 업무를 시작한다고 26일 밝혔다. MBC는 연평도 주민들을 위해 5,000만원을 기탁했다. 한동안 인천의 찜질방 등에서 머물던 연평도 주민들은 12월 19일이 되어서야 새로운 숙소로 이동했다.

#### 야전 교범 개정
대한민국군의 야전교범에서 북의 도발이 있을경우 대등한 무기체계로 2배로 (대응)하도록 돼있다. 하지만 이 부분이 미흡하다는 지적에 따라 김태영 국방부장관은 국회에 출석하여 질답하던 중 "해군과 공군이 언제라도 바로 사격할 수 있도록 타격할 수 있도록 대비를 하겠다"라며 교전규칙을 대폭 강화하여 수정하겠다고 답변했다. 또한 2000년 이후로 조선인민군에 대해 '적'이라는 표현이 사라졌는데, 2010년 발간된 국방 백서에서 다시 적이라는 표현이 사용됐다. 새로 취임한 김관진 국방부장관은 "북한이 또다시 우리의 영토와 국민을 대상으로 군사적 도발을 감행해 온다면 즉각적이고도 강력한 대응으로 그들이 완전히 굴복할 때까지 응징해야 합니다"라며 새로운 각오를 다짐했다.

#### 국방 예산, 장비 정비
한편, 군은 서해 지역을 맡고 있는 해병대 전력을 감축하는 국방개혁을 추진해 왔는데, 이 안에 따르면 해병대 병력은 2020년까지 3,200명이 줄고 6여단도 연대급으로 축소되는 것으로 방침이 정해져 있다. 이 안을 백지화 하고 이명박 대통령은 "서해 5도를 포함하는 (안보) 취약지역에 국지전과 비대칭 전투에 대비해 세계 최고의 군사 장비를 갖춰서 대응하라"고 지시했다. 그러나 노무현 정부때부터 추진되어 오던 국방개혁 2020 예산안에서 이명박 정부가 국방예산을 22조원 삭감한 가운데, 연평도 포격을 계기로 2011년 국방 예산을 다시 증가시켜 통과시켰다.
K-9 자주포 6문 중 3문밖에 사용할 수 없어 소극적인 대응에 그쳤다는 비판에 따라 군은 K-9자주포 6문을 추가로 배치하고, K-9 자주포보다 화력이 10배가 넘는 다연장 로켓포를 배치하는 등 연평도 전력도 증강시켰다.

#### 한미 연합 훈련
2010년 11월 28일 서해상에서 한국과 미국의 연합 훈련이 사상 최대 규모로 4일간 실시되었다.미 해군이 보유한 USS 조지 워싱턴 항공모함이 참여한 것이 가장 큰 특징으로 작전 반경이 1,000km에 달해 북한의 전부와, 중국 대륙의 베이징, 상하이 등의 주요 지역까지 작전 반경안에 들어가 중화인민공화국 측도 반대 입장을 표명하기도 했다. 또한 F-22 랩터 전투기와, E-8 조인트스타스 정찰기, 대한민국군은 이지스 구축함인 세종대왕함과, 대잠 항공기 등이 동원되었다. 이에 대해 북측은 반대입장을 표명하며 군사적 위협을 가했다. 그러나 실질적으로 군사적인 충돌은 발생하지 않았다.

#### 서해 사격 훈련
2010년 12월 중순경 연평도 부근 서해상에서 한국군의 단독 포격 훈련이 있을 예정이던 가운데 북측의 군사적 위협은 더 강해졌다. 이전부터 조선민주주의인민공화국은 한국군의 훈련에 대해서 반대해왔기 때문에 별다른 차질 없이 진행될 것으로 보였으나, 북측의 위협의 수준이 기존과 달라 실질적인 충돌이 있을 가능성이 높다는 우려가 제기되었다. 북측은 남북 관계가 이처럼 악화되는 것에 대해서 한반도의 긴장감을 부추기는 것은 미국의 책임이라고 주장했다. 대한민국군의 훈련에 대해 북측의 우방국인 중국은 주중 한국 대사를 불러 훈련 중지를 요청했으며, 연평도 포격 사건에 대해서 북측을 비난한바 있는 러시아도 주러시아 한국 대사와, 미국 대사를 불러 서해상 포격 훈련을 중지하라고 촉구했다. 그러나 대한민국에 우방국인 미국과 유럽 등 일부 국가들은 대한민국의 훈련이 정당하며, 북측의 연평도 도발, 핵실험 등이 남북관계를 악화시키고 있다고 주장하여 의견 차이를 보였다. 정당별로 의견도 엇갈렸다. 한나라당은 "군은 예정대로 사격훈련을 실시하고 북한이 포격도발을 감행할 경우 철저한 응징에 나서야 한다"라고 주장했다. 그러나 민주당은 " 중국과 러시아 뿐만 아니라 미국의 전문가들도 사격훈련이 북한의 대응포격이라는 연쇄반응을 불러올 수 있다"며 훈련을 중지해야 한다고 주장했다. 시민들과, 시민단체들도 성향에 따라 훈련을 실시해야 한다는 의견과, 대화로 해결해야 한다는 의견이 엇갈렸다. 이에 앞서 일부 언론들은 북측의 고위 관계자가 "경기도를 포격할 수 있다"라고 말한것을 보도한 가운데 김문수 경기도지사는 "북한이 도발하면 이번에는 끝장을 볼 계획"이라며 강력 대응하겠다는 의지를 강조했다. 이처럼 북측의 군사적 위협 가능성이 높아지고 있는데 대해 특히 연평도 주민들은 반드시 해야 한다는 의견과, 훈련을 중단하라는 의견이 엇갈렸다.
이러한 군사적 긴장감 속에 결국 러시아측은 결국 UN 안전보장이사회 긴급 회의 소집을 요청했다. 12월 20일 열린 안보리에서 '한반도 긴장완화 방안 도출'과, 북측의 연평도 도발을 비난하는 성명 발표를 목표로 했으나 중국의 반대로 이루어지지 못했다. 그러나 대한민국 정부는 북측의 서해 도발을 국제적으로 널리 알릴 수 있는 계기라며 안보리 소집을 반기는 모습을 보였다. 한국전쟁 이후로 한반도내 전쟁위기에 대한 논의가 시작된 것은 이번이 처음이며, 이러한 훈련 실시는 특히 대한민국내 보수층의 절대적인 지지를 받고 있기 때문에 정치적으로도 취소하기 어려운 상황이라는 분석도 존재한다. 대한민국군은 서해상의 사격 훈련이 정당한 주권행사이며 1974년 이후 정기적으로 해왔던 훈련이기 때문에 중지할 수 없다는 입장을 재차 밝혀왔다, 그러나 이 과정에서 한반도 긴장 고조로 인해 일시적으로 코스피 지수가 하락하고, 환율이 급등하는 등 대한민국 경제에도 영향을 미쳤다.
12월 20일 오후 2시 30분부터 사격 훈련이 실시되었다. 이날 훈련에서 K-9 자주포, 105mm 견인포와 해안포, M48전차, 81mm 박격포 등이 동원되어 130여발의 포탄이 북방한계선 NLL에서 남쪽으로 10 km 이상 떨어진 곳을 향해 발사되었다. 또한 북측의 상륙 작전에 대비한 벌컨포 사격도 실시되었으며 훈련은 한 시간동안 지속되었다. 주한미군도 U2 정찰기를 출격하는 등 훈련에 참여했다. 훈련중 북측의 도발이 있을 가능성이 제기되었기 때문에 연평도에는 대피령이 내려져 주민들이 방공호로 이동했다. 또한 서해상의 조업이 중단되었으며, 민통선에서 민간인이 다시 통제되고, 개성공단 직원들이 북측으로 가지 못하게 되기도 했다. 대한민국군은 훈련 진행과 동시에 북측의 도발에 대응하기 위해 F-15K 전투기를 긴급 출격하고, 세종대왕함을 충남 태안 앞바다까지 전진배치시켰으며, 다연장로켓포를 북측의 서해안포로 정조준하여 대비태세를 유지했다.
이번 훈련에 대해 핵전쟁 가능성까지 거론하며 지속적으로 위협을 가해왔던 북측은 해안포를 전진 배치시키는 등 기민하게 움직이는 모습을 보여 긴장감이 지속되었으나, "우리 혁명무력은 앞에서 얻어맞고 뒤에서 분풀이하는 식의 비열한 군사적 도발에 일일이 대응할 일고의 가치도 느끼지 않았다"라고 성명을 내며 별다른 도발을 하지 않았다. 그러나 북측은 "2차, 3차 강력한 대응타격이 미국과 남조선의 본거지를 청산하는 대로 이어질 것"이라며 차후 도발이 있을 가능성을 제기하며 위협을 계속했다. 북측은 그동안 1953년 정전협정때 설정된 NLL에 대해서 1970년대부터 분쟁지역화 하는데 노력해왔으며, 이번 훈련 역시 NLL 부근에서 이루어지는 훈련이기 때문에 이러한 목적에 따른 위협이라는 분석이다.

#### 기타 훈련
이 외에도 각종 정기적인 훈련이 실시되었다. 2010년 12월 15일 대한민국 전국에 특별대피훈련이 실시되었다. 그러나 이 훈련에서 국민들의 비협조로 문제가 발생하기도 했다. 2010년 12월 23일에는 북측의 공격 원점을 파괴하는 육군, 공군의 합동 훈련이 실시되었다. 이 훈련에서 K-9 자주포 36문과, 대포병 레이다, F-15K, 대공포, 다연장 로켓 등이 동원되어 약 80분동안 수천발의 사격이 실시되었다. 12월 마지막주에는 해상 20여곳에서 해상 사격 훈련이 예정되어 있다.

### 조선민주주의인민공화국
- 조선민주주의인민공화국측은 도발에 대한 책임을 인정하지 않고 남측이 도발했다고 주장하고 있다. 12월 28일 김정일의 후계자인 김정은이 연평도 포격당시 사망한 조선인민군 5명에 공화국영웅 칭호를 수여한 것으로 알려졌다.[114]
- 작년 12월 연평도 포격 도발을 지휘한 것으로 알려진 김격식 인민군 4군단장(대장)이 북한군 수뇌부 요직인 총참모부 부(副) 총장에 기용되었다.[115]
- 김정일 국방위원장과 김정은 노동당 중앙군사위 부위원장은 연평도 포격 1주년을 맞아 4군단 사령부를 이례적으로 직접 시찰하였다.[116]

#### 대화 요구
북측은 포격 이후에 경색된 남북관계에서 남측의 책임을 주장하면서도 금강산 관광 재개에 대한 회담을 제안하거나 6자 회담을 제안하는 등 대화를 요구해왔다. 그러나 대한민국 정부는 연평도 포격에 대해 북측의 진정성 있는 사과가 없었으며, 대화 요구가 정치적 의도가 있다고 보고 거부해왔다. 또한 일본은 북측이 행동을 보여야 6자 회담을 재개할 수 있다는 입장을 보였다. 미국은 북측이 진정성이 있어야 한다고 강조하면서도 1월 5일 6자회담 재개를 위한 조건에 협의를 시작했다. 결국 대한민국과 미국은 남북 관계가 개선된 이후 6자 회담을 재개할 수 있다는 내용의 협의를 했다. 중국은 연평도 포격 직후부터 6자 회담을 재개해야 한다는 입장을 보였으며 대한민국 민주당도 이를 수용해야 한다고 주장했다. 반기문 UN 사무총장도 6자 회담 재개를 희망했다. 그러나 자유선진당 이회창 대표는 북측의 사과가 있어야 6자 회담을 재개할 수 있다는 입장을 밝혀 정치권에서의 반응은 엇갈렸다. 연평도 포격 사건에 대한 충격이 가라앉고, 북측의 대화 제의를 계속 거부할 경우 남북관계 경색에 대한 책임을 질 수 있다는 점에서 대한민국 정부는 고심을 하고있다. 대한민국 정부는 천안함 사건, 연평도 포격 등에 대한 책임있는 조치와 재발 방지를 의제로 요구했고 북측이 이를 받아 들이면서 남북은 군사회담을 하기로 결정하고 일정을 잡기로 했다. 그러나 민주당은 "교착된 남북관계의 가이드 라인을 대한민국이 아닌 미국·중국에서 제시한 건 아쉬운 부분"이라고 밝혔다. 결국 2월 9일 남북 군사 실무 회담이 열렸으나, 남북의 입장차이가 엇갈려 별다른 성과가 없었다.

## 논란

### 확전 발언 논란
김태영 국방장관은 "대통령이 확전을 막아야겠다고 말했다는 것은 들어보지 못한 것이다. 확전방지라는 이야기를 직접 듣지 못했다"라고 부인하였다. 이명박 대통령은 이후 조선일보와 인터뷰에서 "확전하지 말라고 얘기 안 했다. '공군 뒀다 뭐하냐'고 했다.

### 대한민국 국군의 대응 논란

#### 늑장 대응 논란
대한민국 국군의 대응에 대한 지적이 제기됐다. 조선민주주의인민공화국이 대한민국에 대한 타격을 준비한다는 첩보를 3개월 전부터 확보하고 있었음에도 불구하고 북이 포격을 시작한 지 13분 후에 대응사격이 이루어진 것에 대해 늑장 대응이라는 비판이 제기됐다. 12월 1일 열린 국회정보위에서 "지난 8월 감청을 통해 서해 5도에 대한 공격계획을 확인하지 않았느냐"는 의원의 질문에 국정원은 "그런 분석을 했다"고 답변하여 사전에 도발 징후를 파악하고 있었음을 확인했다. 이에 대해 군은 감청된 북한군의 작전 계획이 비문이 아닌 평문이었기 때문에 연평도를 직접 공격하는 심각한 징후로 판단하지 않았다고 답변했다. 또 공격 당시에는 북한군이 무선이 아닌 유선을 통해 교신했기 때문에 정확한 공격징후를 파악하지 못했다고 설명했다. 당시 감청 내용은 `해안포 부대 사격준비를 하라'는 정도의 내용으로, 연평도에 대한 대규모 포격을 예상할 정도는 아닌 통상적인 수준의 위협으로 판단했다는 것이다. 이와 관련, 한나라당 측 이범관 의원은 "북한이 상시적으로 그런 위협적 언동을 많이 해왔으므로 민간인 포격까지는 예상하지 못했다는 게 국정원 입장"이라고 부연했다. 그러나 민주당 간사인 최재성 의원은 "국정원이 감청 사실에 대해 청와대에 보고했다는 것은 정확한 팩트"라고 주장하였다.
한나라당 김동성 의원은 조선민주주의인민공화국의 첫 포사격에 대한 대응이 13분 이상 걸린 점에 대해 "군은 지난 국정감사 때 4분이면 가능하다고 했는데 왜 이렇게 대응이 지체됐는지 확인해야 한다"고 지적했다. 그러나 김태영 국방부장관은 "1차 포격 13분 뒤에 대응사격을 한 것은 훈련이 잘 됐을 때 가능한 것"이라며 "포탄이 떨어진 시점에 우선 대피를 해야 하고 대피상태에서 남서쪽이던 포를 다시 전방으로 바꿔야 한다. 포를 준비해서 사격할 때까지는 시간이 걸릴 수밖에 없다"며 군의 대응이 적절했다고 밝혔다.

#### 장비 불량 논란
대한민국 국군의 장비 중 상당수가 제대로 정비가 되지 않은 상태였던 것도 문제가 되었다. 배치됐던 K-9 자주포 6문 중에 절반이 사용하지 못하던 상태였던 것으로 드러났다. 대한민국 국군은 처음에 6문을 이용해 사격했다고 밝혔다가 4문, 3문으로 계속 말을 바꿔 빈축을 샀다. 대한민국 국군은 "6문 중 2문이 북한의 포 사격에 따른 충격으로 전자회로장애를 일으켰고 1문은 앞선 사격훈련 때 발생한 불발탄이 끼어 사격에 가담하지 못했다"라고 해명했다. 또한 대포병 탐지 레이다도 먹통인 상태였던 것으로 드러나 군의 대비태세가 전반적으로 미흡했던 것으로 드러났다.
민주당 신학용 의원은 "연평도 인근에 배치된 포병레이더가 너무 낡았다. 지난번에도 지적받은 포병레이더를 그대로 두고 있다"고 지적했다. 국방부가 제출한 자료에 따르면 제 기능을 하지 못했던 대포병탐지레이더(AN/TPQ-37)가 그 해에만 3차례나 고장으로 정비를 받았던 것으로 드러났다. 4월에는 안테나 송신기 고전압부 변압기와 다이오드 고장으로, 5월에는 고전압 변압기와 다이오드, 전원공급기 고장으로, 7월에는 레이다 송신기 고전압부와 배선고장으로 각각 정비를 받았다. 그 이전 해인 2009년 2월 20일과 3월 4일에도 고장으로 정비를 받는 등 매년 수차례씩 고장이 나는 장비였던 것으로 드러났다. 백령도에 배치된 똑같은 기종의 대포병탐지레이더 역시 앞선 2009년 2월 2일과 2010년 2월 21일에 한차례씩 고장이나 정비를 받았다.

#### 대응 수준 논란
대한민국 국군의 대응이 단호하지 못한것에 대해서도 지적이 이어졌다. 유승민 의원은 "적의 무력도발에 2~3배로 응징한다는 교전규칙을 감안할 때(조선민주주의인민공화국의 공격이 170여발인 것에 비해) K-9 자주포 80발로 대응한 것은 부족하다"며 강력히 대응하지 못한것에 대해 지적했다. 민주당 서종표 의원은 "동굴 안에 있는 해안포는 일반포로는 제압이 안되는 만큼 공군기를 동원해서라도 공격했어야 하는데 그러지 않아서 북한이 1시간가량 계속 포공격을 한 것 아니냐"며 대한민국 국군의 대응을 지적했다.
북한측 피해 상황에 대해 국가정보원은 미국 등의 위성사진을 통해 우리가 80발을 대응사격했는데 개머리 진지쪽에 30발, 무도 진지쪽에 15발이 떨어졌고, 나머지 35발은 확인 되지 않았다고 밝혔다. 또한 우리군의 포격이 북한군 포대를 벗어나 인근 논바닥에 떨어진 것으로 위성사진 판독 결과 나타났다. 이에 대해 야당은 물론 여당에서조차 "피탄흔적을 못찾은 35발은 결국 바다에 떨어진 것 아니냐. 14발은 북이 이미 이동한 포대 근처에 떨어진 것은 하나도 없고 멀리 논밭에 떨어졌다. 우리 군의 수준이 이것밖에 안되느냐"고 비판했다.

#### 전통문 논란
대한민국 국방부가 다음달인 12월 17일 연평도 해상사격훈련에 대한 조선민주주의인민공화국의 전화통지문을 받고도 공개하지 않아 논란이 있었다. 북측은 이 전통문에서 연평도 사격훈련에 대해 "해상사격을 즉각 중지하는 조치를 취해야 한다"며 "연평도 포 사격을 강행할 경우 공화국(북한) 영해를 고수하기 위해 2차, 3차의 예상할 수 없는 자위적 타격이 가해질 것", "그 화력의 강도와 포괄 범위가 지난 11월23일(연평도 포격 당일)보다 더 심각한 상황을 재현하게 될 것"이라고 협박했다. 연평도에 아직 주민들이 100여명 거주하고 있고, 전통문 내용으로 보아 북측의 추가 도발이 예상되는데도 전통문을 숨겨야할 필요가 있었느냐는 지적이 나왔다. 또한 군은 북한의 연평도 포격 도발 사건이 일어나기 직전 북측으로부터 '도발'을 예측할 수 있는 전통문을 받고도 사건이 터진 뒤에서야 공개해 논란이 됐다. 이에 국방부는 북측의 협박과 억지주장에 그때그때 일일이 대응하면 오히려 심리전에 말려들 수 있다고 판단해 전통문을 공개하지 않았다고 해명했다. 그러나 일부 군사 전문가들은 군이 정당하게 훈련을 하겠다고 발표했기 때문에 북측 전통문 수신 사실을 공개하고, 의연하게 대처하는 것이 북측에게 더 강력한 메시지를 주는 것이 아니겠느냐고 지적했다.

### 훈장 논란
대해적 작전인 아덴만 여명 작전때는 장교 12명이 무공훈장을 받은데 비해, 북한 군사도발에 맞선 연평도 포격전 때 훈장을 받은 장병은 전사한 고(故) 서정우·문광욱 일병 2명 뿐이었다. 북한의 빗발치는 포격에도 목숨을 걸고 반격에 나섰던 해병대원들에게는 너무 박한 대접이 아니냐는 지적이 군 안팎에서 제기되었다.
2년 후인 2012년에도 모 해병대 관계자는 “아덴만에서 소말리아 해적과 싸웠던 청해부대에는 훈장이 수십개나 수여됐는데 정작 북한과 싸워 북한군에 더 큰 타격을 준 해병대에는 부대 표창만 주어졌다”며 “표창을 받은 사유도 ‘전공’이 아니라 ‘모범적인 부대생활’로 표기됐다”고 불만을 표했다. 유낙준 전 해병대사령관도 "전투에 참가했던 16명이 다쳤다"면서 "장관표창은 평시에도 받을 수 있는데 훈장을 줘야 한다. 내가 살아있는 한 당시 지휘관으로서 전투에 참가했던 애들에게 이건 꼭 해주고 싶다. 받을 만한 충분한 자격이 있다."고 말했다.

### 명칭 논란
2010년 당시 이명박 정부는 공식 명칭을 '연평도 포격 도발'로 규정했다. 이후 2012년 해병대가 ‘연평도 포격 도발’ 2주년을 앞두고 명칭을 ‘연평도 전투’로 바꿔야 한다고 주장하고 나섰다. 이 같은 결정은 이명박 정부가 기존의 서해교전을 연평해전으로 격상한 사례가 있다는 점을 고려한 것으로 보인다. 해병대 관계자는 “연평도 포격 도발이란 명칭은 그 주체가 북한인 데다 우리 군의 적극적인 대응을 담아내지 못했다”면서 “연평도 포격 도발이 아닌 연평도 전투로 표현하는 것이 옳다”고 밝혔다. 해병대 내부에서는 2010년 북한의 연평도 포격 이후 이 문제에 대해 많은 논의가 오간 것으로 알려졌다. 당시 김태영 국방장관이 사퇴하는 등 군이 혼란스러운 상황에서 이 문제를 끄집어 낼 경우 부작용이 더 클 것으로 판단, 자제해 오다 2주년을 앞두고 명예회복을 위해 해병대 입장을 공개하기로 한 것이다. 하지만 명칭은 변경되지 않았다.
이후 언론에서도 지속적으로 문제를 제기해왔으며, 해병대측과 전사자 유족들의 지속적인 요구로 2021년 3월 국방부는 공식 명칭을 '연평도 포격 도발'에서 '연평도 포격전'으로 변경했다. 변경되기 전에도 해병대는 내부적으로 '연평도 포격전'이라는 용어를 계속 써왔다.
이와 관련해 2017년 SBS 김태훈 국방전문기자는 "당시 청와대, 국방부, 합참은 확전을 우려했습니다. 북한의 기습 공격에 당황했고 당했습니다. F-15가 출격했지만 도발 원점인 개머리 진지를 공습할 수 있는 공대지 미사일을 장착하지 않았고, 해군 함정들은 연평도의 해병대를 홀로 남겨두고 연평도와 북한 사이의 바다에서 빠져 나왔습니다. 그래서 싸움을 피한 청와대와 군 지휘부에게 2010년 11월 23일은 그저 연평도 포격 '도발'입니다. 연평부대원에게 훈장 하나 내리지 않는 이유도 이런 데 있는 듯합니다. 해병대 연평부대에게 2010년 11월 23일은 북한의 기습 도발에 용감히 맞서 싸운 명백한 '포격전'입니다."라고 비판했다.

### 기타
- 조선인민군의 포성 논란: 포격 다음날인 11월 26일 연평도에서 또다시 포격소리가 들려 대한민국 국군 당국이 조사에 나섰으나 조선민주주의인민공화국의 훈련에 의한 것으로 드러났으며, 대한민국의 영해에 포탄이 떨어진것도 없었다.[153] 이에 대해 조선민주주의인민공화국이 고도의 심리전을 펼치고 있는 것이라는 분석이 제기되었다. 11월 28일 미국이 보유한 항공모함 USS 조지 워싱턴 (CVN-73)호가 참가하는 한미 연합 합동훈련이 있을 예정인데 이에 반발하여 보내는 경고라는 것이다.[154]
- 안상수 보온병 발언: 한나라당 안상수 원내대표는 연평도를 방문하여 현장을 살펴보던 가운데 바닥에 떨어진 보온병을 집어들고 "이것이 포탄입니다"라는 발언을 하여 빈축을 샀다. 옆에 있던 장군 출신 한나라당 의원도 보온병임을 알아보지 못해 망신을 당했으며, 동영상이 누리꾼들에 의해 급속도로 퍼져 나가던 가운데 개그콘서트에서 풍자되기도 했다.[155][156]
- 송영길 폭탄주 발언: 민주당 송영길 인천시장도 연평도를 방문하여 현장을 둘러보던 가운데 바닥에 깨진 술병을 집어들며 "야, 이거 완전 폭탄주네"라고 발언하여 상황에 맞지 않는 농담이라는 비판을 받았다.[157]
- 피격 당일 간부들의 음주 논란: 연평도가 피격되어 진돗개 하나가 발령되던 당시 수도권의 한 부대에서 근무하던 간부들이 음주를 하며 파티를 즐긴 것으로 드러나 물의를 빚기도 했다. 이들은 특히 연평도 포격 소식을 TV로 보면서도 회식을 계속 했던 것으로 드러났으며, 술을 먹지 않았다고 주장했다가 탄로나면서 거짓말 논란으로까지 이어졌다.[158]
- 중국인 대학생 기고문 논란: 서울대 중국인 유학생이 연평도 포격에 대한 의견을 한국인으로 둔갑하여 중국의 어느 유력 주간지에 기고하였다.[159]
- 가짜 위성사진: 주한미군 병이 가짜 연평도 포격 위성 사진을 올렸다.[160]
- 생존 병사 보상문제: 정부가 북의 공격에 의한 침몰이라고 밝힌 천안함 사건때는 영웅대접을 하며 극진한 대우를 했던것과는 다르게, 연평도 포격사태에서 활약했던 해병대원들은 표창장을 등기로 보내고 이렇다할 보상이 전혀 없었다는 점도 지적됐다. 연평도 사태에서 활약하다가 다쳐 신장을 한개 떼어내고 소장, 십이지장등을 치료받고 있는 병사에 대해서도 국가유공자 지정이 되지 않았다.[161]
- MBC 연평도 음주 회식 논란: 연평도에 도착한 MBC취재진 35명이 지난 달(11월)28일 오후 8시 30분부터 2시간가량 해병대 연평부대에서 운영하는 충민회관에서 삼겹살과 맥주, 소주 30여 병을 곁들인 회식을 했는데, 당시 충민회관은 해병대 장병들의 면회 장소로 당일 취재진들에게 술을 팔지 않는다고 공표한 적이 있었다.북의 공격으로 장병과 민간인 4명이 숨진 상태에서 언론 관계자들이 술을 마셨기 때문에, 이 사건으로 MBC는 많은 비판을 받았다. MBC측은 일부 사실에 대해서 반박했다. MBC는 "저녁을 먹으면서 술을 한두 잔 했을 뿐인데 일부 언론에서 악의적으로 보도하고 있다", "술을 마신 것도 사실이나 노래를 부르거나 고성방가한 적은 없는 것으로 파악됐다"라고 해명하면서도 회식 사실은 인정하였으며, 이틀 후인 30일 뉴스데스크 방송에서 사과했다.[162]
- 연평도 포격 당시 부상당한 해병대원 16명 중 5명은 본인 희망에 따라 부대로 복귀하였다.[163]

## 각계 반응

### 대한민국

#### 정치권
- 한나라당 안상수 대표는 국회에서 열린 긴급 의원총회에서 모두발언을 통해 "참으로 경악과 분노를 금할 수 없다"며, "분기마다 실시하는 정상적이고 통상적인 우리 군의 훈련에 대해 북한이 계획적인 도발을 한데 대해 우리는 단호히 대응해야 할 것"이라고 말했다. 또한 "민간인에게, 또 연평도 섬에 직접적으로 포격을 가해 군인과 민간인을 살생한 일은 6.25 전쟁 이후 처음있는 도발행위"라고 사태의 위중함을 강조했다.[164]

홍사덕 의원은 “북한의 포격 직후 대통령으로 하여금 ‘확전하지 말고 상황을 잘 관리하라’고 말씀하도록 한 청와대와 정부에 대해 “바로 이 자들이 천안함 폭침사건 직후에는 ‘북한과 관련이 없는 것 같다’고 흘려보낸 것과 똑같은 사람일 것”이라며 “대통령이 시간이 지나서 본연의 모습으로 몇 배 보복을 하도록 (지시)했지만 이 참에 처음에 오도하도록 했던 참모들을 청소해야 한다. 특히 홍 의원은 “반드시 해임하도록 대통령에게 강력히 건의하라고 요구했다. 그래야 똑같은 상황의 재발을 막을 수 있다“고 주장했다.
한나라당 김장수 의원은 "북한이 포격하면 우리는 전투기ㆍ야포 등 각종 수단으로 (해안포 진지를) 불바다로 만들어야 한다"며 강력한 대응을 촉구했다.
남경필 의원은 여당 사이에서 햇볕정책 책임론이 대두되고 있는 것에 대해서 "햇볕정책 때문에 이러한 사태가 벌어졌다고 하는 것도 적절한 지적은 아니다"라고 지적했다. 이어 "평상시에는 대북정책에 대한 방향에 대해서 얼마든지 토론할 수 있지만 지금은 국론을 모아야 하기 때문에 이 정부 탓이다, 과거 정부 탓이다, 이렇게 탓을 할 때가 아니라 햇볕정책도 ‘비핵 개방 3000’도 분명한 성과와 한계가 드러난다"고 지적했다.
- 민주당 손학규 대표는 “북은 한반도 안전과 평화를 위협하는 도발 행위를 즉시 중단해야 한다”며 “포격행위로 인한 인명피해 등 모든 책임은 북한이 져야 한다”고 이번 사태와 관련해 초당적으로 대처할 것임을 강조했다.

박지원 원내대표는 북한에서 민간시설에 폭격을 가했다는 건 있을 수 없는 일이라고 생각한다. 대북규탄결의안이 국회에서 통과될 수 있도록 협력하겠다.”고 말했다. 또 포격사건으로 세계 증시가 출렁였고 오늘 코스피, 코스닥이 엄청난 하락을 하고 있다. 남북교류협력과 평화를 유지하는 것이 바로 경제를 살리는 길”이라며 정부의 대북정책 기조전환을 요구했다. 이어 북한의 포격에 대한 우리 측 응사가 북한군에 큰 타격을 주지 못한 것으로 드러난 것과 여당에서 제기한 햇볕정책 책임론에 대해서는 "어떻게 됐는지 북한 방사포 진지에는 하나도 안 떨어지게 대응했다", "3년 전에 자기들이 스스로 폐기했던 햇볕정책을 들면서 책임을 돌렸는데, 우리가 연평 서해교전 때 북한 함정을 어떻게 침몰시키고 어떻게 밀어냈는가"라고 지적했다. 북한이 연평도 도발 직후 금강산관광 재개를 위한 남북회담을 제안한 것에 대해서는 "민간시설을 또 민간인을 사상케 한 무차별한 도발을 한 북한이 적십자회담을 하자, 금강산 얘기를 하자고 하는 것은 좀 성급하고 염치없는 일"이라고 평가했다. 그는 또한 29일 한미 합동훈련 기간 북한의 추가도발 가능성과 관련해 "북한은 전쟁을 벌일 수 있는 경제적인 여건이 안된다. 전쟁을 벌이지는 않을 것"이라면서도 "국지전 형태의 교전은 벌어질 수도 있다"고 주장하였다.
- 자유선진당 이회창 대표는 "우리 군은 즉각 대응출동하고 반격은 허공에 대한 사격이 아니라 공격 거점인 해안포 진지를 완전히 격파시키는 조준사격을 해야 한다"고 주장했다. 또한, "정부는 또한 개성공단과 금강산 관광 시설에 체류하는 우리 측 인원에 대한 안전 확보에 최선을 다해야 한다"고 덧붙였다.[172] 이어 이명박 대통령이 담화문에서 "이제는 북한 스스로 군사적 모험주의와 핵을 포기하는 것을 기대하기 힘들다는 것을 알게 되었다"고 말한 부분과 관련해 "정말 이명박 정권이 그런 식의 생각을 기조로 해서 대북정책을 해왔다면 그것이 결국 오늘날과 같은 사태를 오게 만든 것"이라고 지적하며 "북한은 스스로 변하는 게 아니고 변하게 만들어야 한다는 게 분명한 대북정책의 기조가 돼야 한다"고 비판했다. 또한 "국민의 생명과 재산을 지키지 못한 점에 대해 책임을 통감한다"고 언급한 부분에 대해서도 "천안함 사태 때에도 대통령이 그렇게 얘기했다"며 "하지만 한 번 당하고 46명의 귀중한 생명이 희생당했는데 그후에 전혀 변한 게 없다"고 문제를 제기했다.[173] 12월에는“초기 대응이 아주 낙제점이라고 생각한다"면서 "천안함 폭침 사건이 일어난 뒤에 대통령과 정부는 강력응징을 다짐했습니다. 천안함 폭침 사건 때에는 반격을 못 했다고 하더라도, 다시 연평도 포격 도발 때에는 즉각 반격해서, 공격원점을 초토화하는 강력 대응을 했더라면 아마 초기에 상당한 사건의 진전이 있었을 것입니다"라고 비판했다. 이어 강력대응시 전면전 확대 우려에 대해서는 "전면전은 현재 한·미 군사력으로 본다면 북한이 자멸하는 길입니다. 그래서 전면전 협박을 하면서 국지도발을 하는 것입니다. 국지도발을 막아야만 전면전으로 가는 위협도 막을 수 있습니다"라고 말했다.[174]
- 민주노동당 이정희 대표는 '남북관계를 악화시킨 결과를 정부는 똑똑히 봐야 한다고 대한민국 정부에 더 큰 책임이 있다'고 주장하였다.[175] 그리고 우위영 대변인은 논평을 통해 "북한의 연평도 포격으로 인해 이러한 인명피해가 발생한 것에 대해 강력한 유감을 표명한다. 이명박 정부는 지금 즉시 단절된 핫라인을 복구하여 평화적 조치를 취해야 할 것이다."라고 밝혔다[176]
- 진보신당 김종철 대변인은 논평을 통해 "북한 정권은 군사 도발로는 목적을 달성할 수 없다"며 "사태 해결위해 이명박 대통령도 강경태도를 자제해야" 한다고 밝혔다.[177] 그리고 조승수 대표는 국회의 대북결의안 표결 때 유일하게 반대표를 던졌다 '결의문에 담긴 북한의 군사적 도발행위에 대한 규탄에는 전적으로 찬성한다. 그러나 국회는 결의문에 항구적으로 평화체제를 어떻게 건설할지 분명한 입장을 담아야 한다'고 주장했다.[178]
- 대한민국 제14대 대통령 김영삼은 경기 성남국군수도병원 장례식을 찾아 헌화하고 유가족들을 위로하며 헌화에 앞서 방명록에 '영웅들이여, 고이 잠드소서'라는 글을 남겼고 이어 기자들과 만나 "김정일이라는 자는 인간이 아니다"며 "절대 믿을 수 없고 무슨 짓을 할지 모른다"고 강한 어조로 비판했다.[179]

#### 각계 인사
- 조갑제는 군 미필자의 지시는 위험하다면서 “연평도 공격에 대하여 최고사령관인 이명박이 북괴군에 대하여 무력응징을 하지 않는다는 것은, 국가임을 포기한 행위, 대국민 약속을 어긴 행위, 헌법과 국가의 수호 의무를 포기한 행위임으로 국민들은 그를 탄핵하여 대통령직에서 파면할 것을 요구할 권리가 있고 국회와 헌재는 의무가 있다”고 주장했다. 이상훈 애국단체총협의회 상임의장은 "휴전이후 북한도발에 의해 민간인이 죽고 재산이 파괴된것은 이번이 처음이다. 왜 우리는 이렇게 당하기만 하고 장례식만 치러야 하느냐"며 이번 연평도 공격이 김정일-김정은에 의한 사전 치밀하게 계획된 공격임을 설명했다.[180]
- 최기산 천주교 인천교구 교구장 주교는 11월 26일 사목서한을 발표, “연평도 주민들의 상처가 하루빨리 치유될 수 있도록 교구민들이 마음 모아 기도해 달라”고 당부했다. 최 주교는 “삶의 터전을 잃어버린 연평도 주민들의 아픔과 정신적 불안감은 말로 표현할 수 없을 정도로 크다”며 “우리의 정성어린 기도가 주민들에게 큰 위로가 될 것”이라고 말했다. 최 주교는 또 “위기 중에 있는 우리나라의 진정한 평화를 위해 함께 기도하자”고 말했다.[181]
- 유수일(F. 하비에르) 천주교 군종교구 교구장 주교는 11월 25일자 교구장 명의 공문을 통해 북한 포격 도발과 관련한 전사자와 민간인 희생자, 부상자 및 유가족을 위해 기도를 바쳐줄 것을 교구민들에게 요청했다. 11월 26일 성남 국군수도통합병원 장례식장을 방문, 포격으로 사망한 해병대 장병들의 안식을 위해 기도했다.[182]
- 마이크 멀린 미국 합참의장은 "북한의 도발은 김정일 아들로의 권력승계 준비와 관련돼 있다"면서 "북한은 한국에 대한 공격 가능성을 높이고 있다"며 한반도에서 전쟁위험이 고조되고 있다고 말했다.[183]
- 김정남은 2011년 11월 25일 고미 위원에게 보낸 메일에서“한국은 공격을 받더라도 전쟁 확대를 막기 위해서 적절한 대응을 하지 못하는 것 같다”며 “북한은 한국의 이런 약점을 잘 알고, 언제 어디에서도 유사한 공격을 가해 올 것”이라고 썼으며 이어 “연평도 공격이 생겨 매우 걱정”이라며“북한으로선 서해 5도 지역이 교전지역이라고 하는 이미지를 강조할 필요가 있었을 것이다. 그것으로 핵 보유, 선군 정치 등 모든 것에 정당성이 부여될 것이다”라고 했다.
- 천주교정의구현사제단의 박창신 신부는 2013년 11월 22일 저녁 전북 군산시 수송동성당에서 열린 '박근혜 대통령 사퇴 촉구 시국 미사'에서 '시대의 증표를 알아야 한다'는 요지로 강론하면서, “NLL 문제 있는 땅에서 한미군사운동을 계속 하면 북한에서 어떻게 하겠어요? 쏴야지. 그것이 연평도 포격사건이에요”라고 발언하여 큰 물의를 일으켰다.[184][185]

#### 여론조사
2010년 11월 30일 이뤄진 여론조사에서 국민의 72%는 정부의 대응방식이 잘못됐다고 생각한다고 답변했다. 잘했다는 의견은 24.1%였다. 전투기로 폭격했어야 한다는 응답은 39.3%였으며, 전투기 폭격을 자제한 것은 적절했다고 답변한 사람은 56.6%였다. 군사적 대응수위에 대해서는 응답자의 68.6%가 조선민주주의인민공화국 연평도 포격에 대한 정부의 대응책이 '바람직하다'고 답했다. '바람직하지 않다'는 의견은 23.9%로 조사됐다. 이번 사건의 원인에 대해서 '지난 정부의 햇볕정책때문'이라고 답변한 사람은 39.4%였으며, 현 정부의 대북강경책 때문이었다는 답변은 51.3%였다. 젊은층, 고학력층, 진보층에서 현 정부의 책임을 묻는 답변이 많았다.
한편, 동아일보에서 실시한 여론조사에서는 향후 대북 대응정책 기조에 대해 '강력한 대북압박' 57%, '남북정상회담이나 대북특사 등의 돌파구 마련' 38.7%로 답변하였으며, 북한의 도발원인에 대해서는 '김정일 정권의 속성 때문' 39.1%, '일방적인 대북 지원정책 때문' 35.8%, '이명박 정권의 대북 강경책 때문' 15.4%로 답변하였다. 이어 대한민국내 포털사에서 누리꾼들을 상대로한 여론조사에서 연평도 무력 공격이후 북한의 핵무기 개발에 대한 책임 소재를 묻는 질문에는 71% 이상이 김대중 정부(국민의 정부)와 노무현 정부(참여 정부)의 책임이라고 답변하여 여론조사 기관별로 차이가 있었다.

### 조선민주주의인민공화국
조선민주주의인민공화국은 대한민국이 조선민주주의인민공화국의 영해에 군사적 도발을 했다고 주장했다. 조선민주주의인민공화국은 "남측이 오후 1시부터 북측 영해에 군사 도발을 감행했다"고 주장했다. 조선중앙TV는 "13시부터 조선 서해 연평도 일대의 우리측 영해에 포사격을 가하는 무모한 군사적 도발을 감행하였다." 며 조선인민군 최고사령부는 "남측이 수십 발의 포탄을 쏘아댔다"고 주장했다. 이어 "북방한계선, NLL을 고수하려는 악랄한 기도의 연장"이라고 주장했다. 이들은 이어 "우리 조국의 영해를 0.001mm라도 침범한다면 주저하지 않고 무자비한 군사적 대응타격을 계속 가하게 될 것이다"라고 경고했다.
그리고 11월 27일 조선민주주의인민공화국의 조선중앙통신사는 "이번 공격으로 민간인 사망자가 발생한 것이 사실이라면 매우 유감스런 일"이라고 밝혔고, 이어서 12월 8일에 백령도 동북방 해역에 포격하였다.
이듬해 11월 24일 북한 조선중앙통신은 최고사령부 보도를 통해 지난 23일 연평도 포격 1주년을 맞아 연평도와 백령도일대에서 실시한 군사 훈련에 대해 청와대 불바다로 만들 것임을 위협하며 대규모적인 전쟁연습은 새로운 정치군사적 도발이라고 말했다.
조선중앙통신: 2010년 12월 9일 조국평화통일위원회의 공식적인 발언으로 "연평도 포격사건은 미국과 남조선 호전광들에 의해 면밀히 꾸며지고 의도적으로 감행된 또 하나의 엄중한 반공화국(반복) 군사도발"포격의 책임을 대한민국에 전가하여 번복하였다.

### 국제사회 반응

#### 공식 입장
유엔
반기문 국제 연합 사무 총장 :  "이번 공격은 한국 전쟁이 끝난 이후 가장 심각한 사건 가운데 하나"라면서 "조선민주주의인민공화국의 공격을 비난하고 즉각적인 자제를 촉구한다"고 밝혔다.
 독일
기도 베스터벨레 독일 외무장관 :  성명을 통해 "조선민주주의인민공화국의 연평도 포격은 매우 우려스럽다"며 "조선민주주의인민공화국의 군사 도발은 한반도 평화를 위태롭게 하고 있다."고 발표하고 덧붙여 "이명박 대통령의 상황 억제 노력은 환영한다."라고 말하였다.
 러시아
세르게이 라브로프 러시아 외무장관 : 러시아는 조선민주주의인민공화국의 연평도 포격으로 한반도에서 교전이 격화되는 것을 커다란 위험으로 보고 있다고 . 또한 러시아 외무부는 11월 30일 홈페이지를 통해 "한반도 남북관계 악화와 관련해서 한반도 상황에 대한 의견을 교환하는 과정에서 러시아 측은 한국 영토에 대한 포격과 그에 따른 사상자 발생과 관련해 조선민주주의인민공화국이 비난받아 마땅하다는 것을 확인했다"고 밝혔다.
 미국
로버트 기브스 백악관 대변인 : 조선민주주의인민공화국을 강하게 비난 한다는 성명을 발표해, 한국 전쟁 정전 협정을 준수하도록 요구했다. 오바마 미국 대통령은 "중국이 북한에 대해 분명한 태도로 임해야 한다"고 지적하며 "중국이 대북관계에 있어 협력을 같이해야 된다고 (중국측에) 통화하겠다"고 말했다.
 베트남
응우옌 푸엉 응아 베트남 외교부 대변인 : "베트남은 국제관계에서 무력을 사용하거나 무력 사용을 하겠다고 위협하는 모든 행위와 무고한 민간인들의 희생을 초래하는 모든 군사적 행동에 대해서는 규탄한다"며, 사실상 조선민주주의인민공화국의 이번 무력 도발을 강하게 비난했다.
 브라질
루이스 이나시우 룰라 다 시우바 브라질 대통령 : "한 국가의 주권을 존중하지 않는 어떠한 형태의 행위에도 반대한다는 것이 브라질의 기본 입장"이라면서 조선민주주의인민공화국의 도발을 강도높게 비난했다.
 영국
데이비드 캐머런 영국 총리 : "조선민주주의인민공화국은 응분의 책임을 져야하고, 조선민주주의인민공화국의 행동은 국제사회로부터 지탄을 받아야 마땅하다. EU(유럽연합)모든 국가가 영국과 같은 생각이다"고 말했다. 이에 이어 "매우 힘든 시기에 영국이 얼마나 대한민국을 지지하고 있는지 알아 달라. 함께 할 일이 있으면 언제든지 함께 하겠다. 영국 의회에 나가 조선민주주의인민공화국의 도발문제를 언급하고 설명하겠다"고 밝혔다.
 오스트레일리아
줄리아 길라드 오스트레일리아 총리 : 조선민주주의인민공화국의 포격을 규탄하는 성명을 내고 즉각 중단할 것을 촉구하면서 조선민주주의인민공화국의 이번 공격은 동북아시아의 전략적 안정성을 위협한다고 말했으며 북한은 국제법과 규정을 준수하고 적대적인 행위를 중단하라고 발언하였다.
 유럽 연합
캐서린 애슈턴 EU 외교·안보정책 고위대표 : 조선민주주의인민공화국을 강력히 비난하며 정전 협정을 충실히 존중할 것을 촉구했다.
 이스라엘
아비그도르 리베르만 이스라엘 외무장관 : "조선민주주의인민공화국이라는 미친 체제를 저지하고 무너뜨려야 한다"고 주장하며 강하게 비난하였다.
 이탈리아
프랑코 프리타니 이탈리아 외무장관 : 이스라엘을 방문 중에 연평도 포격사건을 듣고 "이탈리아는 조선민주주의인민공화국의 공격 행위를 강력히 비난한다"고 밝혔다.
 일본
일본 간 나오토 총리 : 13일 오후 연평도에서 조선민주주의인민공화국의 도발로 발생한 남북한의 포격전과 관련 만전의 대비를 하도록 지시했다.
 중화인민공화국
중화인민공화국 외무성 : 이번 사태에 관심과 우려를 표명하며, "보도에 주의하고 있으며 6자회담 재개가 급선무"라고 주장했다.
 캐나다
스티븐 하퍼 캐나다 총리 : “조선민주주의인민공화국의 연평도 포격은 공격적이고 도발적인 행동”이라고 비난했다. 이어 “이는 동북아의 안정과 안보에 중대한 위협을 주는 것”이라며 “캐나다는 국제법을 위반하는 북한의 모든 행동을 강력히 규탄한다”고 강조했다.
 프랑스
미셸 알리오 마리 프랑스 외교장관 : 성명을 내고 "대한민국 국군 2명을 사망하게 하고 일부 민간인을 부상하게 한 조선민주주의인민공화국의 연평도 포격을 매우 단호히 비난한다"고 말을 하였다. 이어서 "프랑스는 조선민주주의인민공화국에 대해 도발을 중단하고 긴장을 악화시킬 수 있는 어떤 새로운 행위도 억제할 것을 촉구한다"고 밝혔다.

#### 세계 각국의 언론
이번 사건에 대해서 여러 나라의 언론들도 비중있게 다루었으며, 일부 언론들은 기존 편성을 중단하고 속보를 보내기도 했다.
- NHK: 이번 사건에서 가장 크게 관심을 보인 것은 일본 언론으로 정규 방송을 중단하고 속보를 내보냈다.[212]
- 산케이 신문: 조선민주주의인민공화국의 연평도 공격과 대한민국의 반격 과정에서 대한민국 국군이 뜻밖에 약하다는 점이 드러났으며, 전 정권의 햇볕정책 때문에 군인들의 대북 적개심이 크게 줄었고 지휘관들도 무사안일주의에 빠졌다고 지적했다.[213]
- CNN: "전문가들은 조선민주주의인민공화국이 우라늄 농축 시설을 미국인 교수에게 공개한 것과 연결짓기도 한다"며 조선민주주의인민공화국의 도발에 대한 분석도 전했다.[212]
- AFP: "한국 전쟁이 끝난 뒤 일어난 가장 심각한 사건 가운데 하나"라고 표현했다.[212]
- BBC: "천안함 사태를 비롯한 조선민주주의인민공화국의 도발은 김정일 국방위원장의 후계자 김정은에게 힘을 실어주려는 것"이라고 분석했다.[212]
- 가디언: 화대 교수의 말을 인용해 "북한은 그동안 도발을 일으킨 뒤 협상에 나서고, 다른 나라의 지원을 얻어냈다"며 조선민주주의인민공화국의 전술에 대해 보도했다.[212] 또한 가디언은 "2008년 집권한 현재의 이명박 대통령은 북한이 (이전 정상회담에서) 합의한 사항을 이행하지 않고 있다는 판단에서 이전의 합의와는 거리를 두며 '햇볕정책'의 승계를 거부했다"며 1999년과 2002년 서해에서의 무력 충돌과 올해의 '천안함 사태'도 NLL 문제와 무관하지 않다고 보도했다.[214]
- 파이낸셜 타임스: "이번 사태는 대한민국 정부에 어떤 수준의 무력 도발이 관용할 수 있는 수준인지 보복을 가해야 하는지에 대한 매우 괴로운 질문을 제기했다"며 "연평도 사태로 인해 대한민국 정부는 딜레마에 직면했다"고 보도했다.[214]
- 신화통신: 한반도 긴장 고조 이후 자제가 요구된다'는 제목의 기사에서 "비록 대한민국이 군사적 도발이라며 조선민주주의인민공화국을 비난하고 있지만 여전히 누가 포격을 시작했는지 확인할 방법이 없다"고 주장했다.[215]
- 월스트리트저널: 한미 FTA 추가 협상이 진행되던 가운데 연평도 포격 사건이 일어난 이후로 갑작스레 협상이 타결되었다. 미국의 언론 월스트리트저널은 "한국이 갑자기 입장을 바꿔 FTA 협상이 타결됐다"고 보도하여 이러한 논란을 증폭시켰다. 이어 "한국 협상단은 FTA 때문에 동맹관계가 위험에 처한 것처럼 걱정했고 미국의 요구를 놀라울 정도로 잘 받아들였다"고 보도했다.[216]
- 워싱턴 포스트 : 이명박 정부의 대북 강경 노선에 대해서 "과도한 강경노선은 자칫 '골칫거리'(liability)가 될 수 있다"라며 우려의 보도를 내보냈다. 이어 미국 합참 부의장이 '연쇄반응'을 일으킬 것이라는 발언을 보도하면서 "미국은 한국에 남북간 대화를 재개하라는 압력을 넣을 것"이라며 "그러나 이는 이명박 정부를 모순적 상황에 처하게 할 것"이라고 지적했다.[217]

## 방송
- KBS 《다큐멘터리 3일》다시 찾은 연평도

## 추모식
- 2011년 11월 23일 대전 현충원에서 김황식 국무총리, 유족대표 등이 연평도 포격전 전사자 1주기 추모식을 가졌다.[218]

## 같이 보기
- 대한민국 해군 56함 침몰 사건
- 해군방송선 피랍사건
- 대한민국 해경 경비정 제863호 피격사건
- 연평도 해역 공무원 피격 사망 사건
- 6.25 전쟁
- 남북 관계
- 연평도
- AN/TPQ-37 파이어파인더 (대포병 레이다)
- ARTHUR (대포병 레이다)
- 스파이크 대전차미사일
- 열기압 무기 - 열압력탄
- 벼랑끝 전술
- 번개사업
- 연평도 포격 관련 음모론
  - 벤자민 풀포드
    - 타카야마 키요시(髙山 清司)